# Heaven Sent (INXS)
Heaven Sent is een nummer van de Australische rockband INXS uit 1992. Het is de eerste single van hun achtste studioalbum Welcome to Wherever You Are.
Toetsenist Andrew Farriss, die het nummer schreef, bedoelde de plaat aanvankelijk als ballad. Maar toen hij het aan de andere bandleden liet horen, werd besloten om er iets meer gitaren aan toe te voegen en er een rockplaat van te maken. "Heaven Sent" werd in een aantal landen een (bescheiden) hit. Het bereikte de 13e positie in Australië, het thuisland van INXS. In de Nederlandse Top 40 werd de 35e positie gehaald, terwijl het in de Vlaamse Radio 2 Top 30 de 24e positie behaalde.